# Верхний Пишляй
Верхний Пишляй (тат. Югары Пешли) — село в Атюрьевском районе Мордовии, входит в состав Стрельниковского сельского поселения.

## История
По дореволюционному административному делению д. Верхние Пишляи (Малые Пишляи) относилась к Стрельниковской волости Темниковского уезда Тамбовской губернии. Население в 1862 году составляло 269 чел.

## Население
| 2002 | 2010 |
| ---- | ---- |
| 74   | ↘64  |

Национальный состав
Согласно результатам Всероссийской переписи населения 2002 года, в национальной структуре населения татары составляли 66 %, мордва — 33 %.

## Известные уроженцы
- Палютин Хафиз Рахматуллович — прокурор и народный комиссар юстиции Татарской АССР (1926—1928)